# アーネム

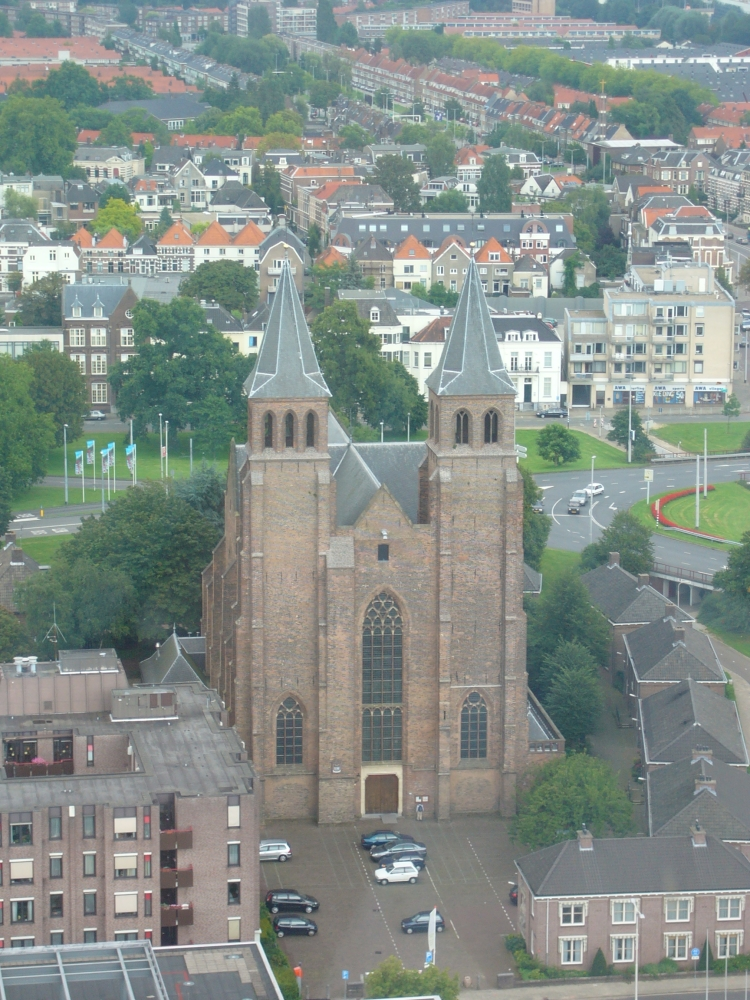
市内のパノラマ

アーネムまたはアルンヘム（Arnhem. オランダ語発音: [ˈɑrnɛm] ( 音声ファイル) [ˈɑrn.ɦɛm] ( 音声ファイル)）は、オランダのヘルダーラント州の州都。ライン川に沿った美しい街で庭園都市、公園都市などとも呼ばれる。面積101.5平方キロメートル、人口約14万人（2003年）。オランダで唯一トロリーバスシステム（アーネム・トロリーバス）がある。ドイツとの国境の町でドイツ側からはアルンハイム（Arnheim）[ˈaʁnhaɪm] ( 音声ファイル)と呼ばれる
北西10キロメートルにデ・ホーヘ・フェルウェ国立公園があり、同公園内にフィンセント・ファン・ゴッホのコレクションで知られるクレラー・ミュラー美術館があることから、アーネムを経由して訪れる観光客も多い。

## 歴史
1233年建市。1443年、ハンザ同盟に加入し、1579年にはユトレヒト同盟に加入した。第二次世界大戦中の1944年9月17日、イギリス第1空挺師団とポーランド独立パラシュート旅団がこの町とライン川にかかる橋の占領を命じられて降下したが、増援が続かず撤退した。
町の南側を流れるライン川にかかる鉄橋（ジョン・フロスト橋）は、このアーネムの戦い（マーケット・ガーデン作戦）を描いた映画のタイトルにもなった『遠すぎた橋』である。鉄橋の名前はイギリス第1空挺師団第1パラシュート旅団第2大隊長ジョン･フロスト中佐に由来する。

## スポーツ
- 1980年アーネムパラリンピックが開催された。
- フィテッセ - エールディヴィジ所属のサッカークラブチーム

## 姉妹都市
- ゲーラ、ドイツ
- クロイドン、イギリス
- コヴェントリー、イギリス
- ビラ・エルサルバドル（英語版）、ペルー
- フラデツ・クラーロヴェー、チェコ
- キンバリー、南アフリカ共和国
- エアドリ (ノース・ラナークシャー)（英語版）